# Love Me Like There’s No Tomorrow
«Love Me Like There’s No Tomorrow» (с англ. — «Люби меня, как будто завтра нет») — песня Фредди Меркьюри, выпущенная в 1985 году как четвёртый и последний сингл с его дебютного сольного альбома Mr. Bad Guy «Love Me Like There No Tomorrow» достигла 76-го места в британском чарте синглов и оставалась в топ-100 в течение двух недель.. Питер Фристоун в своей книге «Фредди Меркьюри. Воспоминания близкого друга» писал, что песня была вдохновлена отношениями Меркьюри с австрийской актрисой Барбарой Валентин.
5 сентября 2019 года было выпущено анимационное музыкальное видео на эту песню для продвижения сборника Never Boring.